# أليساندرو سغرينا
اليساندرو سغرينا (بالإيطالية: Alessandro Sgrigna)‏ (24 أبريل 1980 بروما في إيطاليا - ) هو لاعب كرة قدم إيطالي في مركز الوسط. شارك مع منتخب إيطاليا تحت 16 سنة لكرة القدم ومنتخب إيطاليا تحت 17 سنة لكرة القدم ومنتخب إيطاليا تحت 18 سنة لكرة القدم. أما مع النوادي، فقد لعب مع إنتر ميلان ونادي باري ونادي بيستويسي ونادي تريستينا ونادي تورينو ونادي ريجيانا 1919 ونادي سيتاديلا ونادي فيتشينزا ونادي كاربي وهيلاس فيرونا وAS Lodigiani ‏ وAtletico Roma FC ‏.

## روابط خارجية
- أليساندرو سغرينا على موقع قاعدة بيانات كرة القدم.إي يو (الإنجليزية)
- أليساندرو سغرينا على موقع عالم كرة القدم.نت (الإنجليزية)
- أليساندرو سغرينا على موقع AS.com (الإسبانية)